# Фридман, Милтон
Ми́лтон Фри́дман (англ. Milton Friedman; 31 июля 1912, Бруклин, Нью-Йорк, США — 16 ноября 2006, Сан-Франциско, штат Калифорния, США) — американский экономист-неолиберал, макроэкономист, обладатель премии по экономике памяти Альфреда Нобеля (1976). Наряду с Джорджем Стиглером и другими экономистами — основоположник Чикагской школы. Развил экономическую теорию монетаризма.
Фридман начал критиковать кейнсианскую теорию, которую он называл «наивной», в 50-х годах, когда он предложил новую интерпретацию функции потребления. В 1960-х он был главным противником экономической политики, основанной на учении Джона Мейнарда Кейнса. Предложил идею естественного уровня безработицы, снижения уровня безработицы ниже которого повлечет за собой инфляцию. Его предположение, что в долгосрочном периоде кривая Филлипса является вертикальной, привело к корректному предсказанию феномена стагфляции. Фридман был советником президента США от республиканцев Рональда Рейгана и консервативного премьер-министра Великобритании Маргарет Тэтчер. Разработал или улучшил несколько экономических теорий (Вертолётные деньги, Критерий Фридмана и др.). Денежная теория Фридмана послужила основой для действий Федеральной резервной системы в ходе мирового финансового кризиса 2007—2008, а его взгляды на налогообложение, приватизацию и монетарную политику повлияли на экономическую политику правительств в 1980-х.
Согласно проведенному в 2011 году опросу экспертов, является вторым самым популярным экономистом XX века, уступая лишь Джону Кейнсу, а также описывался The Economist как «самый влиятельный экономист второй половины двадцатого столетия». Член Американского философского общества (с 1957), президент Американской экономической ассоциации (1967). Президент общества «Мон Пелерин» (1970—1972). Награждён медалью Дж. Б. Кларка (1951).

## Биография

### Детство и юность
Фридман родился в нью-йоркском районе Бруклин 31 июля 1912 года. Его родители — Сара Этель (в девичестве Ландау) и Енё Сол Фридман — евреи, происходили из города Берегсас в Закарпатье (тогда — Королевство Венгрия, ныне Берегово, Украина). Оба родителя торговали галантерейными товарами. Вскоре после рождения Милтона семья переехала в Рауэй, штат Нью-Джерси. Будучи подростком, Милтон пострадал в автомобильной аварии, оставившей рубец на его верхней губе. Талантливый ученик, Фридман окончил Ровейскую школу незадолго до своего шестнадцатого дня рождения, в 1928 году.
В возрасте 16 лет по конкурсу поступил в Ратгерский университет с правом получения частичной стипендии, специализировался на математике и экономике, поскольку планировал стать актуарием. Окончив университет в 1932 году, получил дипломы бакалавра по двум этим дисциплинам. Учась в университете, он испытал влияние двух профессоров экономики: Артура Бёрнса и Гомера Джонса, убедивших студента в том, что современная экономическая наука способна положить конец Великой депрессии.
После окончания университета Фридман получил сразу два предложения о поступлении в магистратуру. Брауновский университет предлагал ему карьеру молодого математика, в то время как Чикагский университет приглашал Фридмана на экономический факультет. Выпускник избрал последний, став магистром в 1933 году. Он серьёзно увлекался идеями Джейкоба Вайнера, Фрэнка Найта и Генри Саймонса. Именно в Чикаго он встретил свою будущую супругу, экономиста Розу Директор. 1933—34 академический год экономист провёл в Колумбийском университете по стипендиальной программе. Там он изучал статистику под руководством известного статистика и экономиста Гарольда Хотеллинга. Вернувшись в Чикаго в следующем учебном году, Фридман работал ассистентом-исследователем у Генри Шульца, работавшего над «Теорией измерения спроса». В том же году Фридман приобрёл друзей в лице Джорджа Стиглера и У. Аллена Уоллиса.

### Государственная служба
Фридману не удавалось трудоустроиться в сфере образования, поэтому в 1935 году он последовал за своим другом У. А. Уоллисом в Вашингтон, где инициированный президентом Рузвельтом «Новый курс» стал спасением для многих молодых экономистов. Анализируя ситуацию в стране, Фридман и его жена положительно воспринимали программы занятости (WPA, CCC, PWA), критикуя меры по фиксации цен и заработных плат, предпринимаемых Национальной администрацией восстановления и Администрацией сельского хозяйства. Ещё не сформулировав свои главные идеи, Фридман предполагал, что контроль цен препятствовал оптимальному распределению ресурсов, поскольку нарушал сигнальный механизм. Позже он заключил, что государственное вмешательство в рамках «Нового курса» было «не тем лекарством для лечения не той болезни». По мнению Фридмана, сокращение предложения денег было ошибкой, его необходимо было расширять. В «Монетарной истории Соединённых Штатов», совместной работе с коллегой Анной Шварц, Фридман утверждал, что Великая депрессия была вызвана сильным сокращением денежного предложения, возникшим как следствие банковского кризиса и неэффективных решений Федеральной резервной системы.
В 1935 году экономист начал работать в Комитете национальных ресурсов, который проводил масштабный опрос, посвящённый бюджетам домохозяйств. Некоторые идеи из того проекта позже стали частью его «Теории функции потребления». Осенью 1937 года Фридман начал сотрудничество с Национальным бюро экономических исследований, где ассистировал Саймону Кузнецу в исследовании доходов лиц свободных профессий. Итогом совместной работы стала публикация под названием «Доходы от независимой профессиональной практики», где были введены концепции постоянного и временного дохода, важные составляющие гипотезы постоянного дохода, которую Фридман более подробно разработал в 1950-х годах. Согласно одной из гипотез Кузнеца и Фридмана, профессиональное лицензирование искусственно ограничивает предложение услуг и тем самым ведёт к повышению цен на них.
В 1940 году Фридман был назначен доцентом (англ. assistant professor) экономики Висконсинского университета в Мадисоне, но, столкнувшись с проявлениями антисемитизма, решил вернуться на государственную службу. С 1941 по 1943 год он участвовал в разработке программы военного налогообложения, консультируя высокопоставленных чиновников Департамента казначейства. В 1942 году, будучи представителем казначейства, Фридман поддерживал кейнсианский подход к налогообложению. Участвовал в разработке новой системы налогов, удерживаемых с заработной платы — правительство экстренно нуждалось в деньгах, необходимых для фронта. Затем Фридман вспоминал: «Не приношу извинений, но искренне сожалею, что мы сочли это необходимым, и что мы не имеем возможности отменить удержание сейчас».

### Академическая карьера

#### Начало
В 1940 году Фридман начал преподавать в Висконсинском университете в Мадисоне, но покинул его ввиду разногласий с другими профессорами: Фридман не разделял их отрицательную позицию относительно участия США во Второй мировой войне. В 1943 году он присоединился к Отделу военных исследований в Колумбийском университете, который возглавляли знакомые ему У. Аллен Уоллис и Гарольд Хотеллинг. Фридман работал там до окончания войны, применяя методы математической статистики для оценки конструкции оружия, военной тактики и металлургических экспериментов.
В 1945 году представил в Колумбийский университет свою докторскую диссертацию под названием «Доходы от независимой профессиональной практики» — тот самый плод совместной работы с Саймоном Кузнецом. В следующем календарном году университет присвоил ему учёную степень доктора философии (PhD). 1945-46 академический год Фридман провёл в университете Миннесоты, где работал его друг Джордж Стиглер. 12 февраля 1945 года у экономиста родился сын, Дэвид Фридман.

#### Чикагский университет
В 1946 году Фридман принял приглашение Чикагского университета, предлагавшего учёному преподавать экономическую теорию. Занятое им рабочее место ранее принадлежало Джейкобу Вайнеру, который перешёл на работу в Принстон. На протяжении следующих трёх десятилетий Фридман был профессором в Чикаго, где стал одним из основателей одноимённой интеллектуальной школы, давшей миру несколько нобелевских лауреатов.
Тогда же глава Национального бюро экономических исследований Артур Ф. Бёрнс пригласил Фридмана в свой штат. Он согласился, взяв на себя ответственность по изучению роли денег в создании циклических колебаний в экономике. Фридман инициировал проведение семинара, посвящённого деньгам и банковскому делу (англ. "Workshop in Money and Banking") или «Чикагского семинара» (англ. "Chicago Workshop"), который способствовал возрождению монетарных исследований. Во второй половине 40-х годов экономист начал работать с Анной Шварц, историком экономики из бюро. В 1963 году вышла их известная книга, «Монетарная история Соединённых Штатов, 1867—1960».
Академический год 1954-55 он провёл как приглашённый сотрудник программы Фулбрайта в колледже Гонвилл и Гай Кембриджского университета. На тот момент профессорско-преподавательский состав Кембриджа подразделялся на кейнсианское большинство, включавшее Джоан Робинсон и Ричарда Кана, и их оппонентов, в число которых входил Деннис Робертсон. Фридман предполагал, что приглашение по обмену было обусловлено тем, что его взгляды противоречили обоим лагерям кембриджских экономистов. Еженедельные колонки, которые он составлял для издания Newsweek с 1966 по 1984 годы, пользовались популярностью и постепенно обретали влияние в деловых и политических кругах. В 1968—1978 годах Фридман и Пол Самуэльсон принимали участие в коммерческом проекте Economics Cassette Series. В течение получаса они обсуждали актуальные экономические темы; дискуссия записывалась и распространялась среди подписчиков на видеоносителях. Series.
В 1964 году Фридман консультировал кандидата в президенты от Республиканской партии Барри Голдуотера.
В 1968 году был привлечён Артуром Бёрнсом в консультативную группу советников по экономике Ричарда Никсона. Сыграл важную роль в обосновании отказа от золотого стандарта и перехода к плавающим валютным курсам (Никсоновский шок), но негативно относился к установлению контроля над ценами и заработной платой в 1971 году.

#### Завершение академической карьеры
В 1977 году в возрасте 65 лет Фридман покинул университет, проведя в нём 30 лет. Экономист и его супруга переехали в Сан-Франциско, где Фридман стал приглашённым исследователем городского Федерального резервного банка. Тогда же он начал сотрудничать с Гуверовским институтом, входящим в структуру Стэнфордского университета. Наконец, в том же году компания Free To Choose Network предложила учёному участие в телевизионной программе, где он излагал бы свою экономическую и социальную философию.
Супруги работали над этим проектом три года, и в 1980 году десятисерийная передача «Свобода выбора» была показана телеканалом Public Broadcasting Service. Тогда же вышла одноимённая книга Милтона и Розы Фридман, ставшая бестселлером 1980 года и переведённая на 14 иностранных языков.
Фридман был неофициальным советником Рональда Рейгана в ходе предвыборной кампании 1980 года, а затем вошёл в Президентский консультативный совет по экономической политике, где работал на протяжении обоих президентских сроков. По словам американского политолога Алана Эбенстайна, Фридман был гуру рейгановской администрации. В 1988 году Фридман получил Национальную научную медаль и Президентскую медаль Свободы, которую ему вручил глава государства. Учёный приобрёл репутацию одного из наиболее влиятельных экономистов XX века. В течение 80-х и 90-х годов Фридман продолжал писать редакторские колонки и появляться на телевидении. Несколько раз посещал Восточную Европу и Китай, где консультировал правительства. Многие годы экономист был попечителем Филадельфийского общества.
В последние годы жизни он написал множество биографических текстов. В 1998 году вышли мемуары четы Фридман, получившие заглавие «Два счастливых человека».

### Смерть
Фридман умер 16 ноября 2006 года в Сан-Франциско, причиной смерти стала сердечная недостаточность. Ему было 94 года. Фридман оставался действующим экономистом вплоть до самой смерти: его последняя колонка в The Wall Street Journal вышла на следующий день после его кончины. Супруга Фридмана Роза пережила его на три года, уйдя из жизни 18 августа 2009 года. У них осталось двое детей: Дэвид и Джанет. Дэвид известен публикацией анархо-капиталистического труда «Механика свободы» (1973).

## Личная жизнь

### Семья
- Жена — известный экономист Роуз Фридман (1910—2009).
- Сын — Дэвид Фридман (род. 1945), американский экономист, писатель и теоретик либертарианства.
- Внук — Пэтри Фридман (род. 1976), активист и теоретик политической экономии, изобретатель концепции систейдинга.

### Личные взгляды
Фридман кроме классического экономического либерализма поддерживал либертарианскую политику, а также и легализацию наркотиков и проституции. В 2005 году Фридман и более 500 других экономистов выступали за дискуссии об экономических выгодах от легализации марихуаны. Фридман также был сторонником защиты прав геев. Он никогда конкретно не поддерживал однополые браки, однако заявлял, что: «Я не считаю, что должна быть какая-либо дискриминация геев». Фридман писал:
Никакие произвольные препятствия не должны мешать людям достигать тех позиций, для которых им подходят их таланты и к поиску которых побуждают их ценности. Не рождение, национальность, цвет кожи, религия, пол или какая-либо другая несущественная характеристика должны определять возможности, открывающиеся перед человеком, — только его способности.
Милтон Фридман поддерживал Республиканскую партию. Он заявил, что является членом Республиканской партии «не потому, что у них есть какие-то принципы, а потому, что так я могу быть наиболее полезным и иметь наибольшее влияние».
Согласно статье 2007 года в журнале Commentary, родители Фридмана были умеренными последователями иудаизма, но сам он, «пережив в детстве порыв набожности», затем отвергал религию. Фридман характеризовал себя как агностика.

## Память и награды
- Обладатель премии по экономике памяти Альфреда Нобеля 1976 года за исследования в области потребления, монетарной истории и теории, а также сложности стабилизационной политики[57][58].
- В честь учёного с 2002 года Институтом Катона вручается «Премия Милтона Фридмана за развитие свободы».
- По итогам опроса экономистов Фридман был назван вторым наиболее известным представителем этой области в двадцатом веке — большей популярностью обладал лишь Кейнс[59].
- Издание The Economist отзывалось о нём как о «наиболее влиятельном экономисте второй половины двадцатого века… быть может, всего века»[60].

## Профессиональная позиция

### Экономические взгляды

#### Экономический неолиберализм
См. также: Монетаризм
Фридман отмечал, что, как и другие представители экономического мейнстрима, он использует «кейнсианский язык и аппарат», но отвергает его выводы и заключения. Фридман предполагал существование некоего «естественного» уровня безработицы и утверждал, что если занятость превышает это значение, то инфляция будет ускоряться. Фридман считал, что в долгосрочной перспективе кривая Филлипса вертикальна и находится как раз на «естественном» уровне; ему удалось предсказать явление, впоследствии названное стагфляцией. Фридман поддерживал систему альтернативных взглядов, называемую монетаризмом. С точки зрения монетаризма оптимальной политикой является постоянное малое расширение предложения денег. Идеи Фридмана о кредитно-денежной политике, налогообложении, приватизации и дерегуляции легли в основу многих правительственных программ, в особенности в 80-е годы.
Его политическая философия превозносила преимущества свободного рынка с минимальным вмешательством государства. По мнению самого Фридмана, главным его достижением стала та роль, которую он сыграл в отмене воинской обязанности в США. В сочинении 1962 года «Капитализм и свобода» он высказался в поддержку добровольных вооружённых сил, плавающего валютного курса, отмены медицинских лицензий, отрицательного подоходного налога и школьных ваучеров. Он выступал в пользу программы выбора муниципальных школ, создав специализированный фонд Friedman Foundation for Educational Choice (ныне EdChoice).
Фридман рекомендует совсем отказаться от последовательной денежно-кредитной политики, всё равно приводящей к циклическим колебаниям, и придерживаться тактики постоянного наращивания денежной массы. В работе «Монетарная история Соединённых Штатов» (1963) Фридман и Анна Шварц проанализировали роль денег в экономических циклах, в частности, в период Великой депрессии. В дальнейшем Фридман и Шварц опубликовали в соавторстве монументальные исследования «Монетарная статистика Соединённых Штатов» (англ. Monetary statistics of the United States, 1970) и «Монетарные тенденции в Соединённых Штатах и Соединённом Королевстве» (англ. Monetary trends in the United States and the United Kingdom, 1982).

#### Противостояние с кейнсианством
Фридман начал критиковать кейнсианскую теорию, которую он называл «наивной», в 50-х годах, когда он предложил новую интерпретацию функции потребления. В 1960-х он был главным противником экономической политики, основанной на учении Джона Мейнарда Кейнса.
Милтон Фридман считал, что главной причиной Великой Депрессии было неисполнение ФРС США своих прямых обязанностей, так как в 1929 г. на фоне общего снижения денежной массы в США, банки продолжали выдавать кредиты и уделяли мало внимания покупке государственных облигаций. Это и спровоцировало резкий дисбаланс.
Количество денег выданных под кредит, равно как и денежные обязательства самих банков перед вкладчиками, перестали обеспечиваться реальными сбережениями на депозитах. Что привело к банкротству трети вообще всех банков в США. Тем не менее, Фридман выступил против принудительной конфискации золота у населения. Свою позицию он аргументировал тем, что золото находящееся на государственном хранении без вложения в реальные бизнес инвестиции, не принесёт оздоровления экономике. Оздоровление экономики за счёт повышения социальных обязательств государства и обеспечения полной трудовой занятости большинства населения, при отсутствии интереса граждан к долгосрочным частным сбережениям, Фридман считал неэффективным.
Фридман также известен как последовательный сторонник экономического и классического либерализма. В своих книгах «Капитализм и свобода» и «Свобода выбора» он доказывает нежелательность государственного вмешательства в экономику. Несмотря на огромное влияние в американской политике, из 14 пунктов, предложенных им в «Капитализме и свободе», в США реализован только один — отмена обязательного призыва.

### «Школа Фридмана» и мировое влияние
Фридман наряду с Джорджем Стиглером и другими экономистами был одним из интеллектуальных лидеров второго поколения чикагской ценовой теории, методологического направления, развивавшегося в Чикагском университете с 1940-х годов. Ряд студентов Фридмана и молодых профессоров, которых он нанял и воспитал — среди них Гэри Беккер, Роберт Фогель, Томас Соуэлл, Роберт Лукас — стали известными экономистами.
Библиография Фридмана включает множество монографий, книг, научных и публицистических статей, он участвовал в телевизионных эфирах и давал лекции. Данные материалы покрывают широкий спектр экономических и политических тем. Его книги и эссе имели влияние и за границей, в том числе в странах социалистического лагеря.

## Критика
Основными оппонентами Фридмана были сторонники кейнсианства. Взгляды Фридмана и Чикагской школы экономики подвергаются особенно резкой критике марксистами (в том числе западными), антиглобалистами. Наоми Кляйн считает его виновным в негативных явлениях в экономике Чили во время диктатуры Пиночета и в России во время президентства Ельцина.
Однажды во время дискуссии на тему платного высшего образования, Фридман произнёс следующую фразу: англ. «Society doesn’t have goals, people have goals» (У общества целей нет, цели есть у индивидуальностей).